# حوزه انتخابیه ایرانشهر، سرباز، دلگان، فنوج، بمپور، بنت، لاشار، آشار و آهوران
حوزه انتخابیه ایرانشهر ، سرباز ، دلگان ، راسک ، فنوج ، بمپور ، لاشار ، بنت ، آشار و آهوران یکی از ۶ حوزه از حوزه‌های استان سیستان و بلوچستان برای انتخابات مجلس شورای اسلامی است. این حوزه به مرکزیت ایرانشهر، ۱ نماینده دارد.
همچنین بزرگترین حوزه انتخابیه در کشور با 7 شهرستان و سه بخش شناخته می شود 
| ردیف | دوره    | نام نام خانوادگی   | تعداد آرا | درصد آراء |
| ---- | ------- | ------------------ | --------- | --------- |
| 1    | اول     | نظرمحمد دیدگاه     | 14,227    | 66/9      |
| 2    | دوم     | حمید الدین ملازهی  | 30,013    | 79/3      |
| 3    | سوم     | حمید الدین ملازهی  | 31,661    | 57/5      |
| 4    | چهارم   | نورمحمد ربوشه      | 30,108    | 41/3      |
| 5    | پنجم    | خدابخش رئیسی       | 37,358    | 36/1      |
| 6    | ششم     | نورمحمد ربوشه      | 72,296    | 51/8      |
| 7    | هفتم    | گل محمد بامری      | 58,879    | 34/16     |
| 8    | هشتم    | محمدقیوم دهقانی    | 103,874   | 61/86     |
| 9    | نهم     | محمدسعید اربابی    | 57.713    | 26/9      |
| 10   | دهم     | محمدنعیم امینی فرد | 76,555    | 30/58     |
| 11   | یازدهم  | عبدالناصر درخشان   | 95.869    | 43        |
| 12   | دوازدهم | رحمدل بامری        | ۷۰,۳۵۹    |           |

## نمایندهدوره دهم
محمدنعیم امینی فرد

## نمایندهدوره یازدهم

### عبدالناصر درخشان
فعالترین نماینده مجلس در حوزه نظارت بر دولت
عصر مجلس در تحقیقی از حوزه نظارتی نمایندگان در توئیتی اشاره کرد که پنج نفر از نمایندگان نسبت به سایر نمایندگان در دوره یازدهم فعالتر بوده‌اند و با پرسش دهها سوال از وزرای دولت ، آنها را به مجلس کشاندند. این پنج نفر از نمایندگان به ترتیب نفر اول عبدالناصر درخشان  نماینده ایرانشهر نفر دوم جلیل مختار نماینده آبادان نفر سوم غلامعلی کوهساری نماینده آزادشهر و رامیان نفر چهارم سید محمد مولوی نماینده آبادان نفر پنجم جلال محمودزاده نماینده مهاباد هستند [۴]

## پی‌نوشت و منبع
- «جدول حوزه‌های انتخابیه در انتخابات دهمین دورهٔ مجلس شورای اسلامی» (PDF). مرکز پژوهش و سنجش افکار صدا و سیما. بایگانی‌شده از اصلی (PDF) در ۵ اكتبر ۲۰۱۸. دریافت‌شده در ۱۴ ژوئیه ۲۰۱۶. تاریخ وارد شده در |archive-date= را بررسی کنید (کمک)